# 王清連
王清連（1937年9月22日—），中華民國（台灣）政治人物，曾任第七屆高雄市議員、國民大會代表，後代表中國國民黨在高雄市選區當選為第一屆第四次增額立法委員。

## 個人從商經歷
- 新進鐵工廠股份有限公司廠長
- 叁強紙業股份有限公司總經理
- 和光航運公司[可疑]總經理
- 成都蓉臺國際企業有限公司副董事長

## 特別殊榮
- 2002年接受中共政協主席[谁？]頒發特殊貢獻獎[哪個／哪些？]
- 曾應美國國務院之邀請，參訪美國各技術科技園區[來源請求]